# Santiago de Litém
Santiago de Litém ist ein Ort und eine ehemalige Gemeinde (Freguesia) im portugiesischen Kreis Pombal. Die Gemeinde hatte 2241 Einwohner (Stand 30. Juni 2011).
Am 29. September 2013 wurden die Gemeinden Santiago de Litém, São Simão de Litém und Albergaria dos Doze zur neuen Gemeinde União das Freguesias de Santiago e São Simão de Litém e Albergaria dos Doze zusammengeschlossen. Santiago de Litém ist Sitz dieser neu gebildeten Gemeinde.